# Classe Luyang I
La classe Guangzhou o Tipo 052B (nome in codice NATO: Luyang I) è una classe di cacciatorpediniere lanciamissili multiruolo, di fabbricazione cinese, sviluppata all'inizio degli anni duemila ed il cui nome in codice è divenuto, in Occidente, più noto dell'originale denominazione di progetto. 
Progettati per neutralizzare unità avversarie di superficie e sottomarine nonché per fornire difesa aerea di area e di punto, sono le prime unità cinesi il cui disegno è realizzato con lo scopo di ridurre la traccia radar ed in grado di assicurare capacità antiaeree attraverso l'integrazione di un sistema antiaereo navale; l'unità capoclasse è entrata in servizio nella Marina militare cinese a partire dal 2004.
La classe, composta da due sole unità, ha contribuito allo sviluppo del know-how dei cacciatorpediniere Tipo 051C.

## Unità
| Nome                | Cantieri | Varo           | Entrata in servizio | Flotta                 | Status |
| ------------------- | -------- | -------------- | ------------------- | ---------------------- | ------ |
| 广州 Guangzhou(168) | Jiangnan | 20 maggio 2002 | luglio 2004         | Mar Cinese Meridionale | Attivo |
| 武汉 Wuhan (169)    | Jiangnan | ottobre 2002   | dicembre 2004       | Mar Cinese Meridionale | Attivo |

## Utilizzatori
Cina
- Marina dell'Esercito Popolare di Liberazione

A dicembre 2022, 2 esemplari in servizio attivo.